# Gai Atili
Gai Atili (en llatí Caius Atilius) era duumvir l'any 216 aC i juntament amb Marc Atili va fer la dedicatòria del temple de Concòrdia que havia construït el pretor Luci Manli.